# Gert Borgenstierna

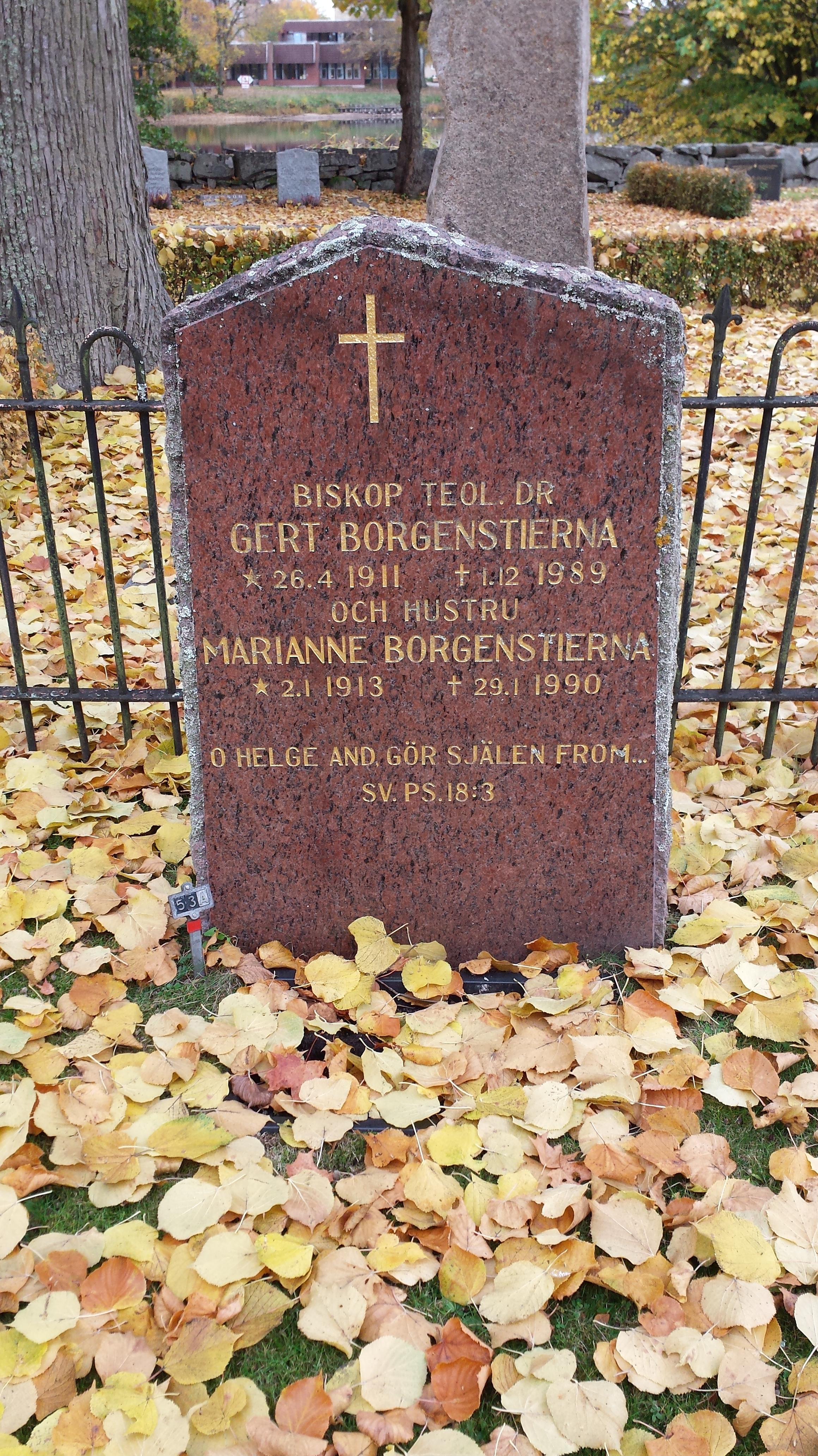
Gert Borgenstiernas grav på Gamla kyrkogården i Karlstad.

Gert Gabriel Meidell Borgenstierna, född 26 april 1911 i Sankt Johannes församling, Stockholms stad, död 1 december 1989 i Karlstads domkyrkoförsamling, Värmlands län, var en svensk teolog,  biskop i Karlstads stift 1956–1976. Han var son till brandchef Carl-Gustaf Borgenstierna och Harriet Meidell samt gift 1937 med Marianne Jacobson, dotter till kapten Lennart Jacobson och Signe Holmer.

## Biografi
Efter teologie kandidatexamen 1933 och teologie licentiatexamen 1939 disputerade Gert Borgenstierna 1942 med avhandlingen Om Kristi person och verk, varefter han promoverades till teologie doktor. Därefter var han kyrkoherde i Björklinge och under en tid docent i dogmatik vid Uppsala universitet. År 1951 utnämndes han till domprost i Karlstad, vilket han var när han 1956 utsågs till stiftets biskop.
Gert Borgenstierna utgav ett flertal skrifter i teologi.
Han var tidvis lokalpolitiskt kontroversiell då han stödde företaget Uddeholms kampanj för att fortsätta bespruta skogarna med hormoslyr 1975. Makarna Borgenstierna är begravda på Västra kyrkogården i Karlstad.

## Barn
1. Carl Lennart Gabriel (1939–1995)
2. Johan Gabriel Borgenstierna (född 1942)
3. Anna Harriet Elisabeth (född 1947)